# Жерев (село)
Жерев (укр. Жерев) — село на Украине, находится в Народичском районе Житомирской области на одноимённой реке.
Код КОАТУУ — 1823783603. Население по переписи 2001 года составляет 248 человек. Почтовый индекс — 11431. Телефонный код — 4140. Занимает площадь 1,242 км².

## Адрес местного совета
11431, Житомирская область, Народичский район, с. Закусилы

## Галерея

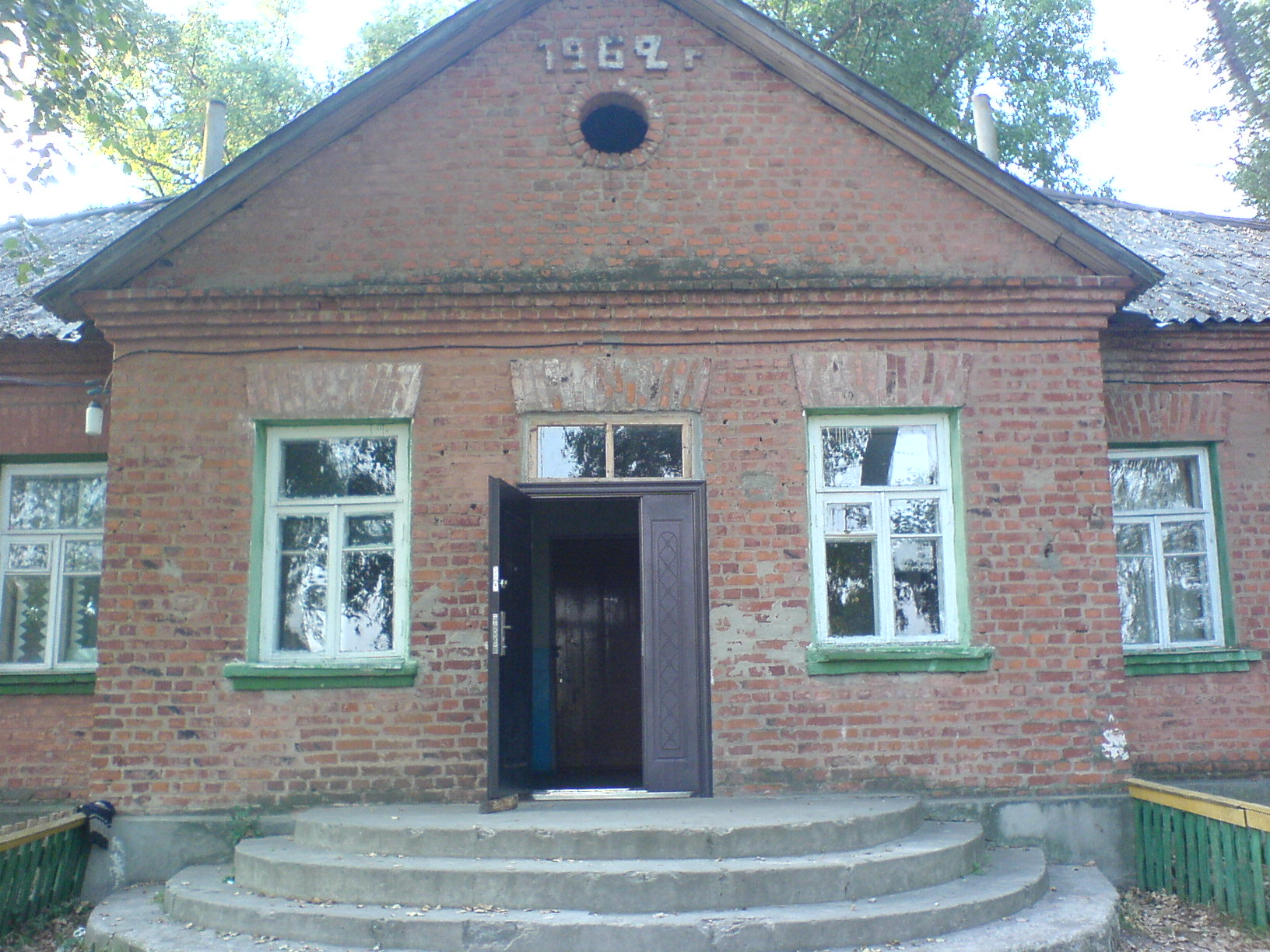
Сельский клуб с. Жерев
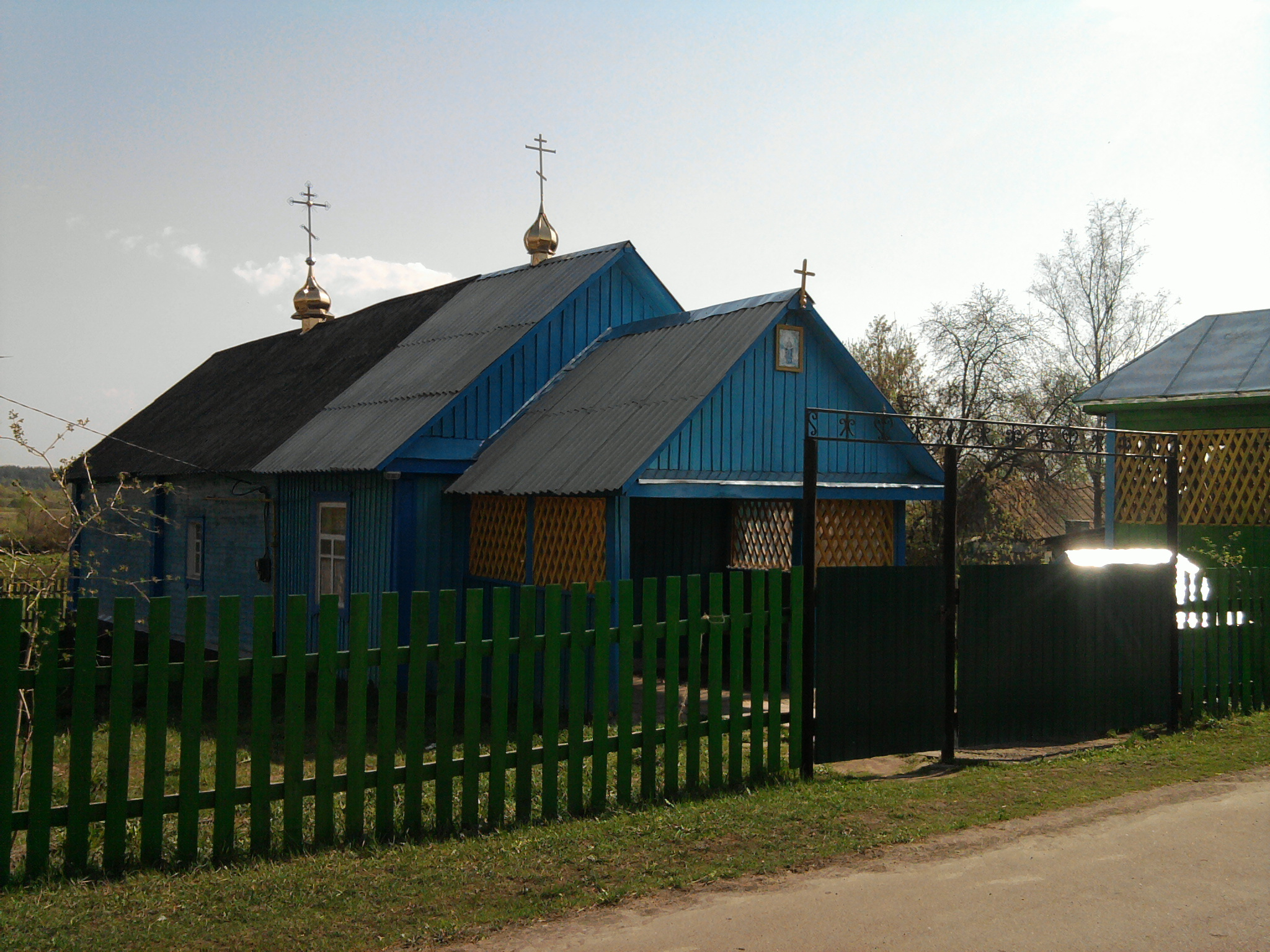
Церковь в селе Жерев
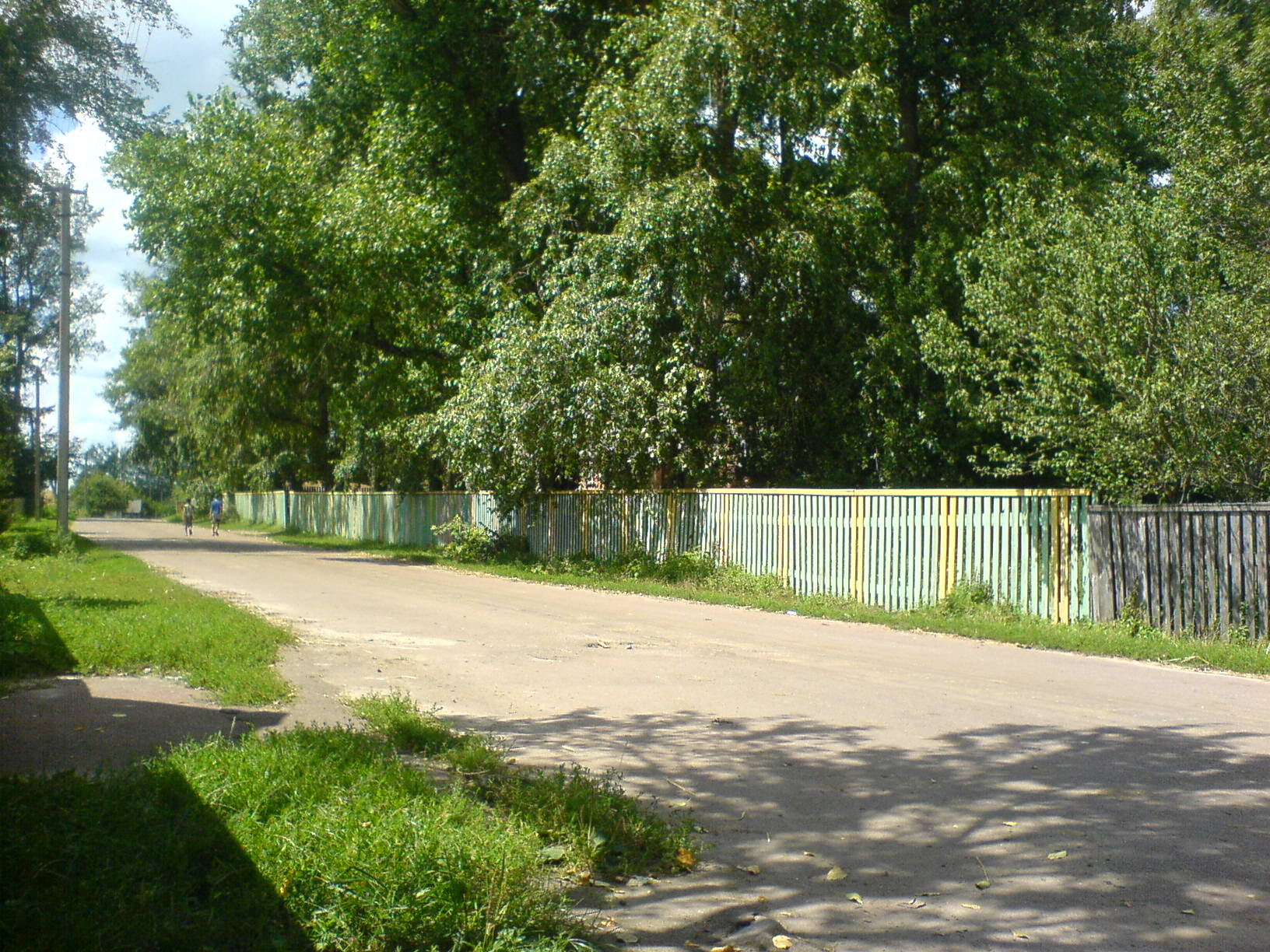
Главная улица с. Жерев (ул. Перемоги)
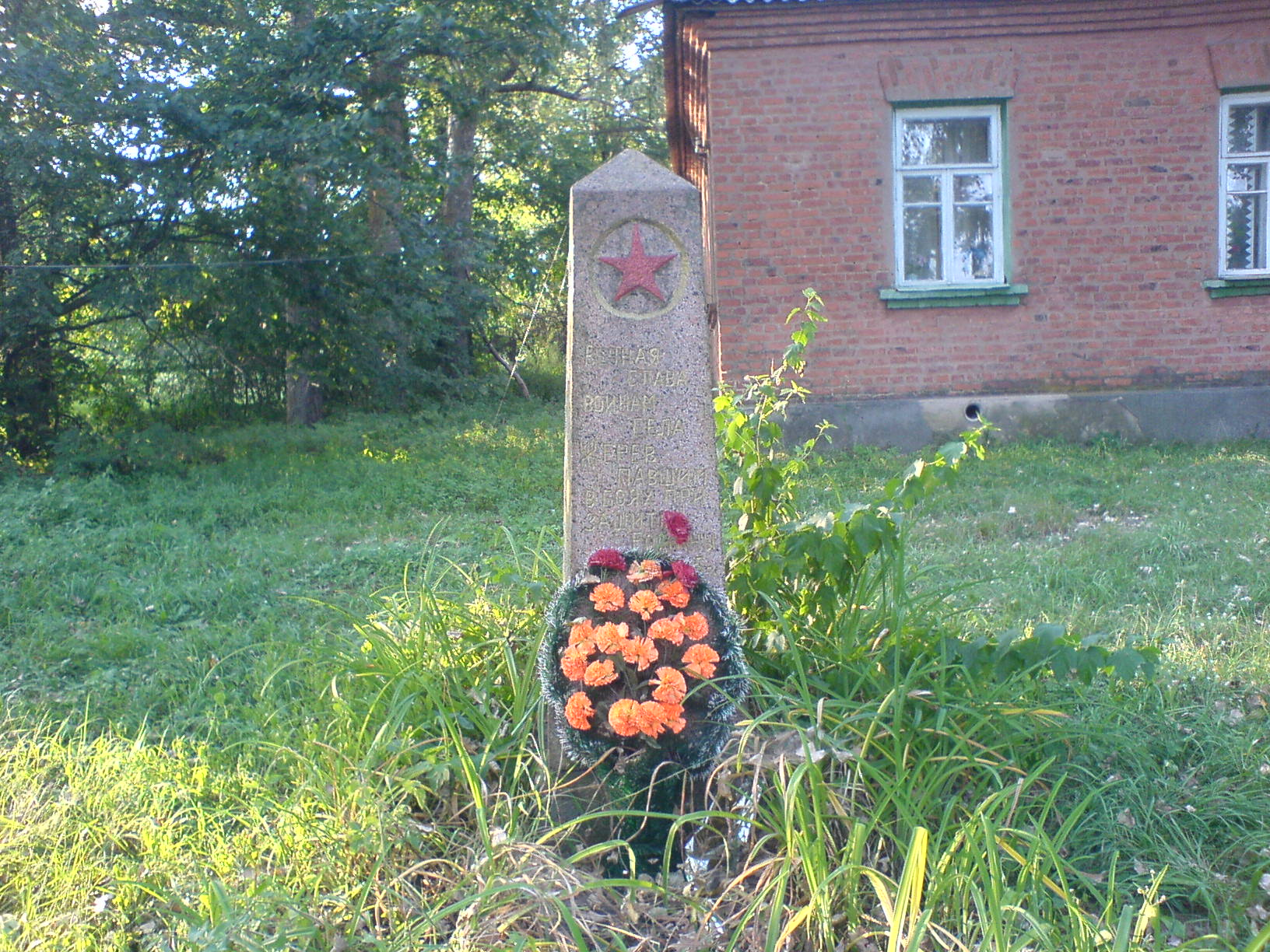
Памятник солдатам войны в с. Жерев
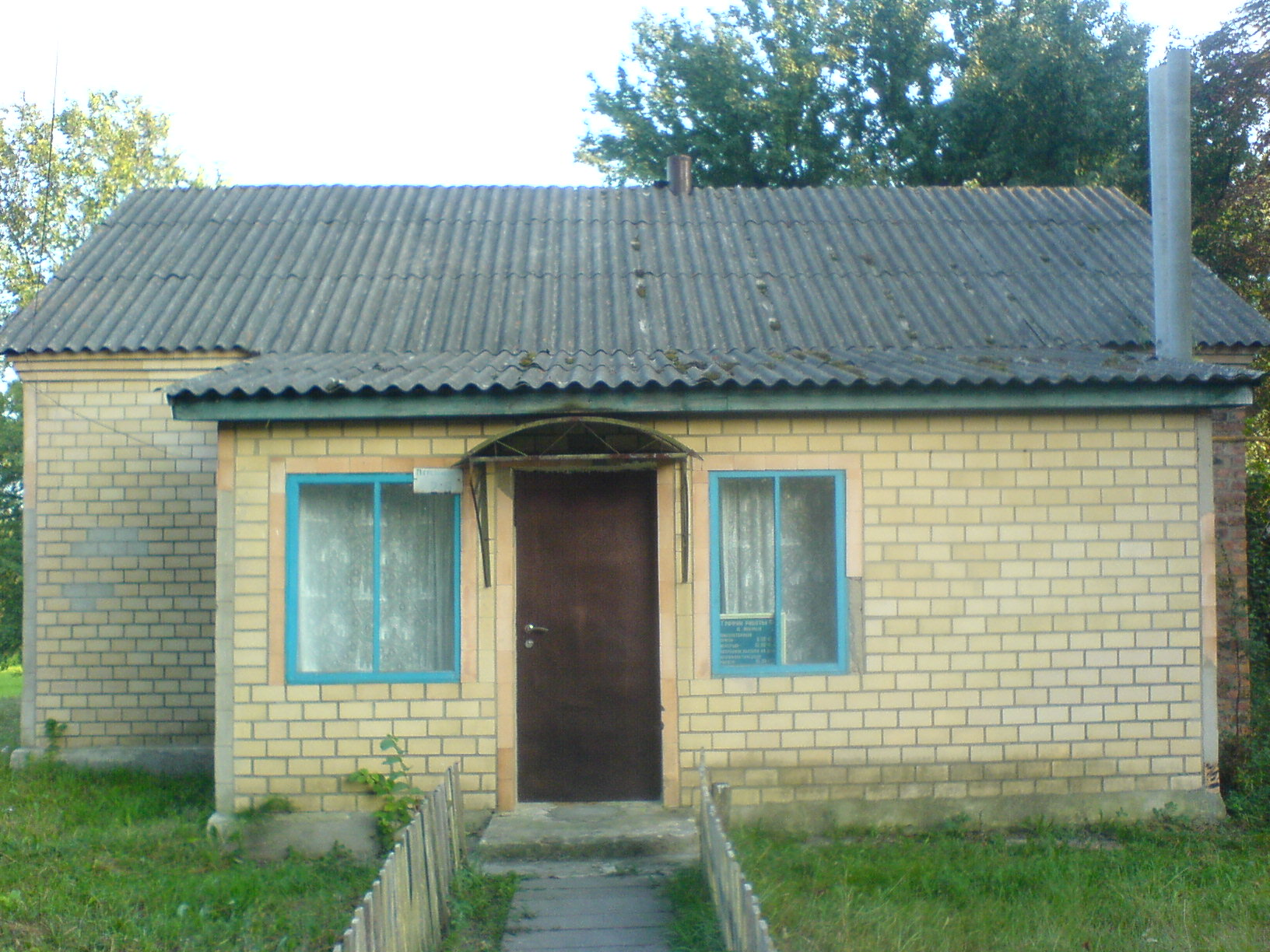
Медицинский пункт с. Жерев